# Darlin'
Darlin'  är en poplåt av The Beach Boys från 1967 från albumet Wild Honey. Den skrevs av Brian Wilson och Mike Love, och var först tänkt att ges bort till Danny Huttons grupp Redwood (en tidig version av Three Dog Night). I slutändan valde dock Wilson att spela in den med Beach Boys istället, med Carl Wilson som huvudsångare. Den utgavs också som singel i december 1967 och blev en medelstor hit för gruppen.

## Listplaceringar
| Lista (1967-1968) | Position                              |
| ----------------- | ------------------------------------- |
| Danmark           | 17 (DR "Top 20")                      |
| Kanada            | 13 (RPM)                              |
| Nederländerna     | 17                                    |
| Nya Zeeland       | 10 (NZ Listner)                       |
| Storbritannien    | 11                                    |
| Sverige           | - (Testad på Tio i topp, ej inröstad) |
| USA               | 19 (Billboard Hot 100)                |